# Shiina Ayumi
Shiina Ayumi (椎名 あゆみ (Trùy Danh Ái Cung) sinh ngày 29 tháng 8 năm 1969 tại Ehime, Nhật Bản) là 1 họa sĩ vẽ truyện tranh thiếu nữ nổi tiếng người Nhật Bản. Tác phẩm đầu tay của cô là Namida no Message ra mắt vào năm 1987, xuất bản trên ấn phẩm mùa thu của tạp chí Ribon Original. Shiina Ayumi được biết đến với hai tác phẩm Penguin Brothers (Tuổi trẻ sôi nổi) và Baby Love (Giấc mơ thơ dại). Những manga của Shiina đều thuộc dạng hài hước, nhẹ nhàng, pha chút lãng mạn. Truyện của Shiina khá là bất ngờ, tuy theo motive cũ nhưng không làm người đọc nhàm chán, ngược lại càng lúc càng thấy hấp dẫn, hào hứng. Đối tượng của các manga này đa phần là thiếu nữ tuổi teen, hay tưởng tượng, mộng mơ.
Nhận vật trong tác phẩm của Shiina hầu hết là những shoujo tình cảm, khá hài hước và sinh động. Kết hợp với hình vẽ dễ thương là phương pháp xây dựng nhân vật khá đặc biệt và tiêu biểu cho mỗi bộ truyện. Không nhập nhằng, nhẹ nhàng, đáng yêu, lãng mạn là phong cách của Shiina, tuy không quá nổi bật trong những manga khác, nhưng manga của Shiina vẫn để lại trong lòng người đọc những cảm xúc nhất định, bay bổng, mơ mộng, tốt đẹp.
Nét vẽ rất đáng yêu, không quá trẻ con mà cũng không quá người lớn <tuy nhiên vẫn hơi na ná các shoujo khác, đặc biệt là artbook được chăm chút rất kĩ, màu sắc tươi sáng, tranh vẽ phù hợp. Đó cũng là một trong những yếu tố đưa các Baby love hay Penguin brothers len lỏi vào lòng các fan. Nội dung không mới nhưng cũng có những sáng tạo riêng,nhân vật không mới nhưng được tạo hình đẹp, hình ảnh không hoàn toàn đặc biệt nhưng trau chuốt và dễ thương. Cả ba yếu tố nội dung, nghệ thuật và hình ảnh đã được kết hợp trên cái nền có sẵn, phù hợp và khá chỉnh.

## Tác phẩm
- Peter Pan no Sora
- Mind Game
- Muteki no Venus (4 tập)
- Anata to Scandal (5 tập)
- Baby Love (9 tập)
- Otogibanashi o Anata ni
- Penguin Brothers (5 tập)
- Dice (manga) (2 tập)
- Otogibanashi o Anata ni: Tsukiyo no Maihime